# Francisco García Avilés
Francisco García Avilés (Guayaquil, 1847- ibidem, 22 de mayo de 1926) fue un político ecuatoriano.

## Biografía
Nacido en la ciudad de Guayaquil, hijo de don Miguel García Moreno hermano del presidente Gabriel García Moreno y de doña Dolores Avilés Castro. Los estudios en su totalidad los realizó en su ciudad natal, dedicándose después a las actividades agrícolas y comerciales de las cuales logró formar una muy buena fortuna que las emplearías en obras sociales y filántropas. Presidió por 25 años la Sociedad Filantrópica del Guayas
dedicando sus mayores esfuerzos para lograr su engrandecimiento para que pueda cumplir ampliamente con los fines por los que fue creada. Ocupó varios cargos públicos entre ellos Miembro del Consejo de Guayaquil 1889-1891, 1895-1896; Vicepresidente del Concejo Cantonal de Guayaquil 1891-1895-1896; Jefe Político de Guayaquil 1890; Inspector Escuela Anzoátegui 1901; Presidente de la Caja de Ahorro 1903; Miembro de la Junta de Beneficencia; Presidente del Directorio Banco Territorial 1910; Vicedirector de la Junta de Beneficencia 1912-1915; Gobernador del Guayas 1891 y Consejero Banco Comercial y Agrícola. 
A los 77 años de edad fallece en Guayaquil un 22 de mayo de 1926.
Una calle céntrica antiguamente llamada Chanduy lleva su nombre.